# Alingsås bryggeri

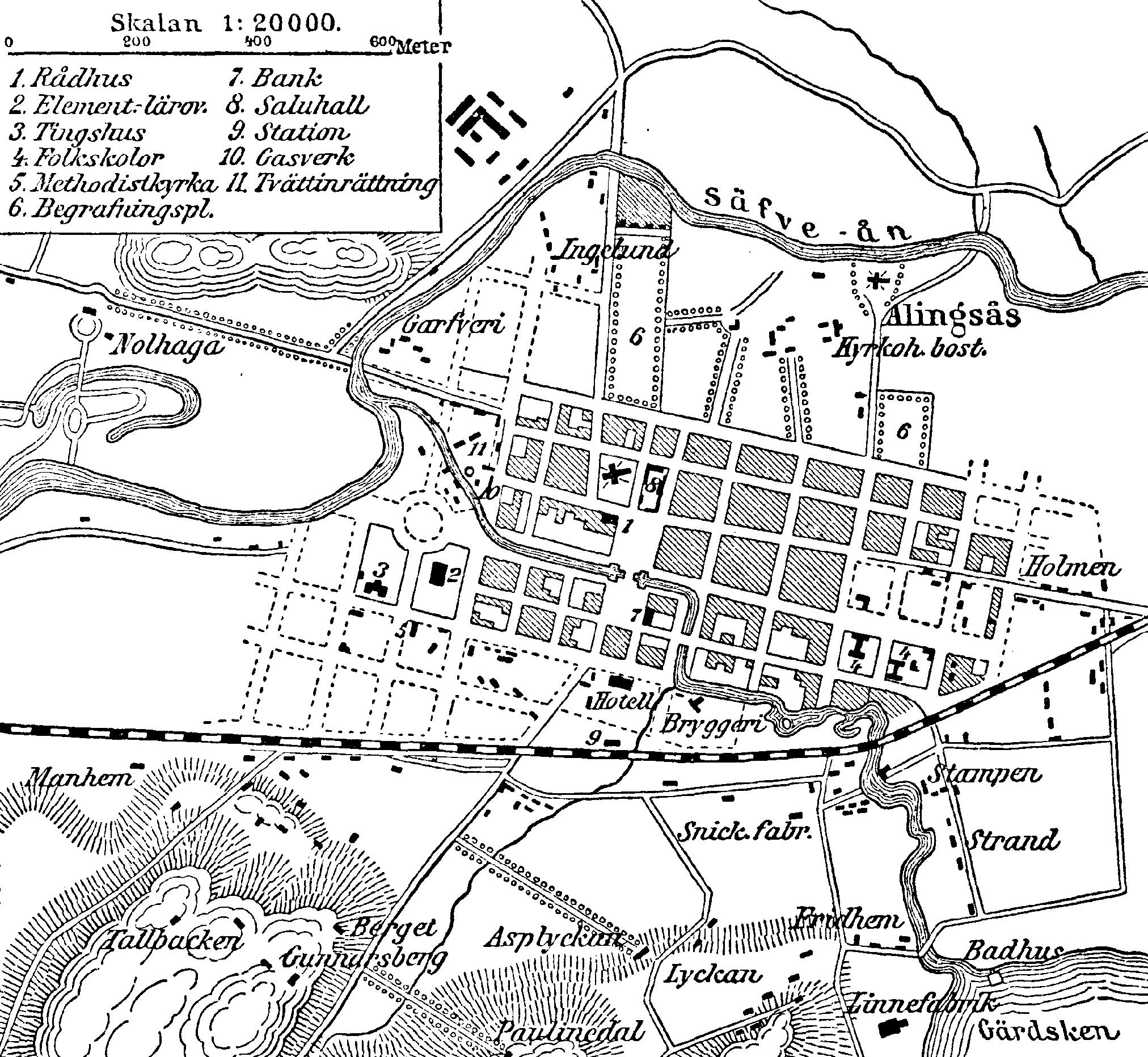
Bryggeriet utmärkt i stadskärnans södra ände, norr om järnvägen, på karta över Alingsås från Nordisk Familjebok 1904.

Alingsås bryggeri var en byggnad i centrala Alingsås, uppförd år 1891 efter ritningar av den tyske bryggeriarkitekten Alwin Jacobi. Byggnaden användes som bryggeri fram till 1972, och revs 1996 efter en kommunal folkomröstning och uppmärksammad debatt. Under sina sista år stod byggnaden i centrum för omfattande politiska diskussioner beträffande stadens kulturliv, byggnadsvård, med starkt engagemang av ungdomsaktivism.

## Historia
År 1862 togs ett nytt bryggeri i drift vid Lillån, i nuvarande kvarteret Bryggaren. Företaget grundades av N. Theodor Möller, Tore Munktell och Bernhard Mosell. Med tiden blev familjen Möller ensam ägare till verksamheten, som de drev fram till nedläggningen. I maj 1891 brann anläggningen ner till grunden. Samma år påbörjades bygget av en ny bryggeribyggnad på samma plats – en femvånings tegelbyggnad ritad av den tyske bryggeriarkitekten Alwin Jacobi.
Bryggeriet drevs sedan i olika former till dess verksamhet upphörde 1972 i samband med en konkurs. I början av 1950-talet anställdes bryggmästare Evert Bäcklund av dåvarande bryggeriägaren Sten Möller för att modernisera anläggningen. Fastigheten övertogs av Alingsås kommun 1976 och stod därefter oanvänd.

## Sortiment
Bland Alingsås Bryggeri AB:s sortiment bryggdes bland annat läskedryck med följande smaker: Enbär, Step, Prii, Citronsoda, Kalasmust, Solex, Skogshallon, Blodapselsin, Portello, Fruktsoda, Aprikos, Grape-Tonic, Hallon, Afri-Cola och  Jul-Must.
Bland ölsorternas fanns bland annat Alingsås mörka (lagrat lättöl), Start Ettan, Alingsås lageröl, Alingsås pilsner, Pilsner, Mellanöl, Star pilsner-öl, Star Julöl, Star Beer, och Star Export Beer.

## Kulturhusplaner
I början av 1990-talet väcktes förslag om att bevara och omvandla byggnaden till ett kulturhus. Kommunens fastighetsbolag FABS fick i januari 1994 klartecken från kommunfullmäktige att genomföra en om- och tillbyggnad till en kostnad av 46 miljoner kronor, varav 38 miljoner skulle täckas av lån med kommunal borgen.
Biblioteket var tänkt att utgöra en central del i det planerade kulturhuset, men en tvist med Sparbanken Alingsås – den privata hyresvärden till det kommunala stadsbiblioteket – satte stopp för planerna. Kommunen föreslog att andra hyresgäster skulle ta över bibliotekets gamla lokaler, men banken motsatte sig detta. I maj 1994 avbröts projektet officiellt.

## Ockupation och rivning
I maj 1996 inleddes en husockupation av ett trettiotal ungdomar som ville förhindra rivningen av bryggeriet. De fick stöd från bland andra Riksantikvarieämbetet och Länsmuseet i Älvsborgs län, som båda bedömde byggnaden som kulturhistoriskt värdefull. En tidigare rekommendation från 1976 att byggnaden skulle bli byggnadsminne hade inte förverkligats.
Ockupationen upphörde i augusti 1996. Rivningen påbörjades därefter och genomfördes som ett arbetsmarknadsprojekt med återvinning i fokus. Bland annat återanvändes tegel, fönster och snickerier i syfte att möjliggöra framtida byggprojekt med återbruksmaterial. Punkbandet Räserbajs spelades år 1996 in en musikvideo i det öde bryggeriet till låten "Jag, legend".

## Efterspel
Bryggeriets öde väckte stor uppmärksamhet och kritiserades i media som ett exempel på bristande kulturvård och politisk inkonsekvens. Den ideella föreningen Byggnadsvårdens vänner med fler aktörer försökte in i det sista väcka opinion för bevarande och återbruk, bland annat genom en mässa i bryggeriets tapphall och förslag om att använda återvunnet byggmaterial till ett allmänhetens hus.
Kommunstyrelsens ordförande Tore Hult (S) försvarade rivningsbeslutet och betonade i ett debattinlägg att beslutet hade föregåtts av en lång demokratisk process. Han tog avstånd från den husockupation som medierna uppmärksammat och framhöll att kommunen var tvungen att väga kostnader för ett bevarande av bryggeriet mot andra kommunala behov såsom barnomsorg, skola och sociala kostnader.
Två år efter rivningen fick Alingsås kommun ta emot det satiriska skampriset ”Årets Grävskopa” av Svenska föreningen för byggnadsvård. Priset delades ut för rivningen av bryggeriet, som föreningen beskrev som ”en karaktärbyggnad från 1891 med ett eget symbolvärde, ett fint exempel på sekelskiftets bryggerier som det inte finns många kvar av".
Föreningen betonade att det fanns en stark lokal opinion för att bevara byggnaden, samt att kommunen under flera år hade utvecklat planer på att omvandla den till kulturhus. Beslutet om rivning togs trots detta, och trots ett vallöfte från det styrande socialdemokratiska partiet i kommunvalet 1994. Kommunstyrelsens ordförande Tore Hult tog emot priset men kritiserade det som missvisande, och framhöll att vallöftet hade varit villkorat – det gällde endast så länge bevarandet inte innebar ökade kostnader för Kultur- och fritidssektorn.